# Csimpilóták
A Csimpilóták (angolul: Space Chimps) 2008-as amerikai/kanadai/brit animációs film. A filmet Kirk DeMicco rendezte. 2008. július 18-án mutatta be a 20th Century Fox az Egyesült Államokban. 37 millió dollárba került, és 64.8 millió dolláros bevételt hozott a pénztáraknál. A filmből videojáték is készült, 2010-ben pedig "direct-to-video" (magyar jelentése kb. "egyből videóra", a kifejezés olyan filmekre utal, amelyek csak DVD-n jelentek meg) folytatás is készült. A folytatás negatív kritikákat kapott.

## Cselekmény
A film három csimpánzról szól, akiket kilő a NASA az űrbe. Találnak egy bolygót, ahol új lényekkel találkoznak, és egy gonosz űrlényt is le kell győzniük, aki elfoglalta a bolygót.

## Szereplők
| Szerep                | Színész           | Magyar hang         |
| --------------------- | ----------------- | ------------------- |
| Ham III (hangja)      | Andy Samberg      | Seder Gábor         |
| Luna (hangja)         | Cheryl Hines      | Solecki Janka       |
| Zartog (hangja)       | Jeff Daniels      | Bolla Róbert        |
| Titán (hangja)        | Patrick Warburton | Barabás Kiss Zoltán |
| Kilowatt (hangja)     | Kristin Chenoweth | Szabó Zselyke       |
| Porondmester (hangja) | Kenan Thompson    | Bálint Péter        |
| Houston (hangja)      | Carlos Alazraqui  | Csuha Lajos         |
| Comet (hangja)        | Zack Shada        | Halasi Dániel       |
| Dr. Jagu (hangja)     | Omid Abtahi       | Kapácsy Miklós      |
| Dr. Bob (hangja)      | Patrick Breen     | Péter Richárd       |
| Dr. Poole (hangja)    | Jane Lynch        | Gerbert Judit       |
| Dr. Smothers (hangja) | Kath Soucie       | F. Nagy Erika       |
| Szenátor (hangja)     | Stanley Tucci     | Beratin Gábor       |

## Fogadtatás
A Csimpilóták nagyrészt negatív kritikákat kapott. A Rotten Tomatoes az bolygót.animáció minőségét és az "olcsó" majmos poénokat kritizálta. A Metacritic honlapján 100-ból 36 pontot ért el. Az IMDb-n 4.5 ponton áll, a Port.hu honlapján szintén 4.5 pontos értékeléssel rendelkezik.
Roger Ebert viszont pozitívan értékelte a filmet, kritikájában azt állította, hogy "kellemes az elejétől a végéig." A The New York Times szerint "vicces" volt a film, a Variety pedig "élvezhető családi szórakozásnak" nevezte.